# Хассани, Шамсия

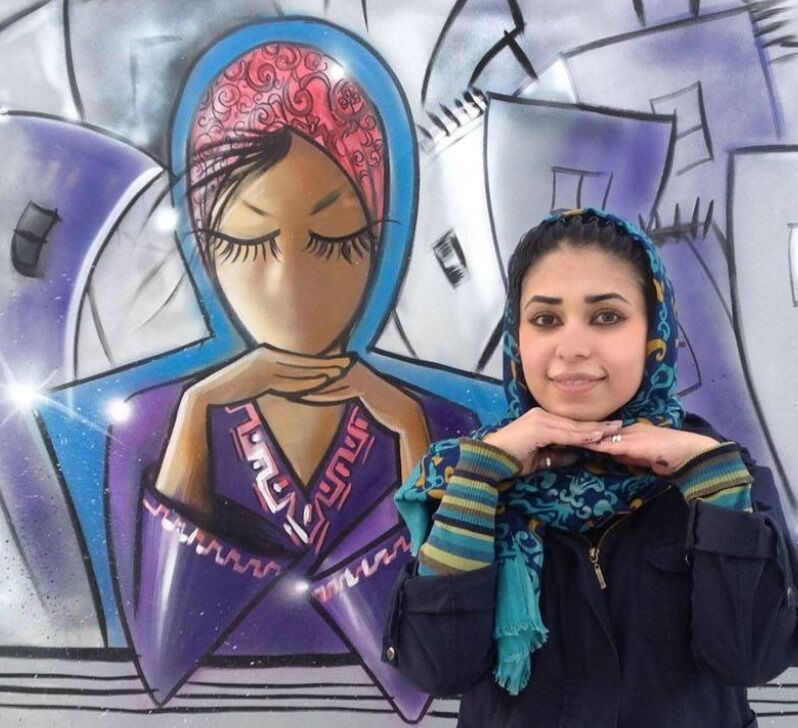
Шамсия Хассани в Афганистане

Шамсия Хассани (дари شمسیه حسنی); настоящее имя — Оммолбанин Хассани; 1988) — афганская граффитистка, преподавательница изобразительного искусства и доцент рисования и анатомического рисования в Кабульском университете. Она популяризировала стрит-арт на улицах Кабула и выставляла свои произведения в нескольких странах, включая Индию, Иран, Германию, США, Швейцарию, Вьетнам, Норвегию, Данию, Турцию и Италию, а также в дипломатических миссиях в Кабуле. Хассани создаёт граффити в Кабуле, чтобы привлечь внимание к военному времени. В 2014 году Хассани была названа в числе Топ-100 мировых мыслителей по версии журнала Foreign Policy.

## Биография

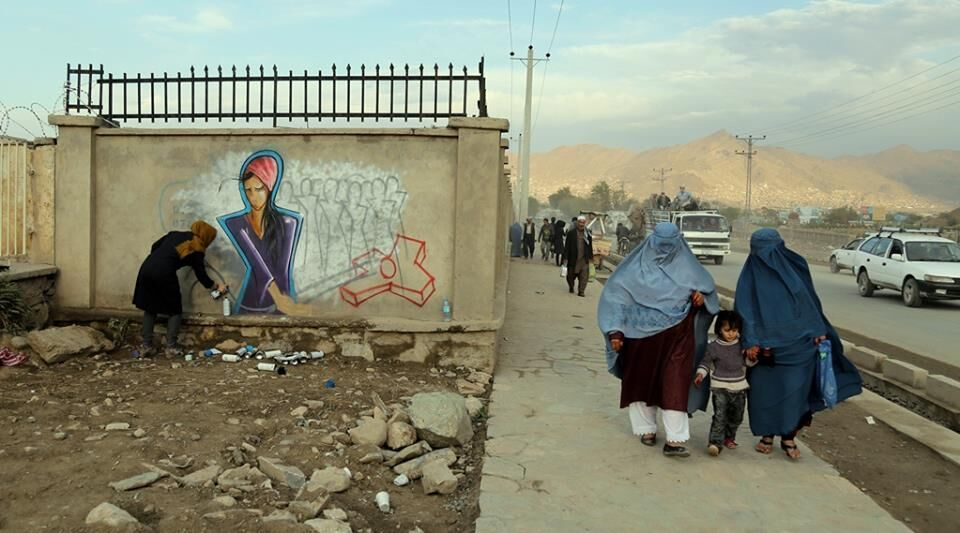
Граффити во дворце Дарул Аман, Кабул (Афганистан)

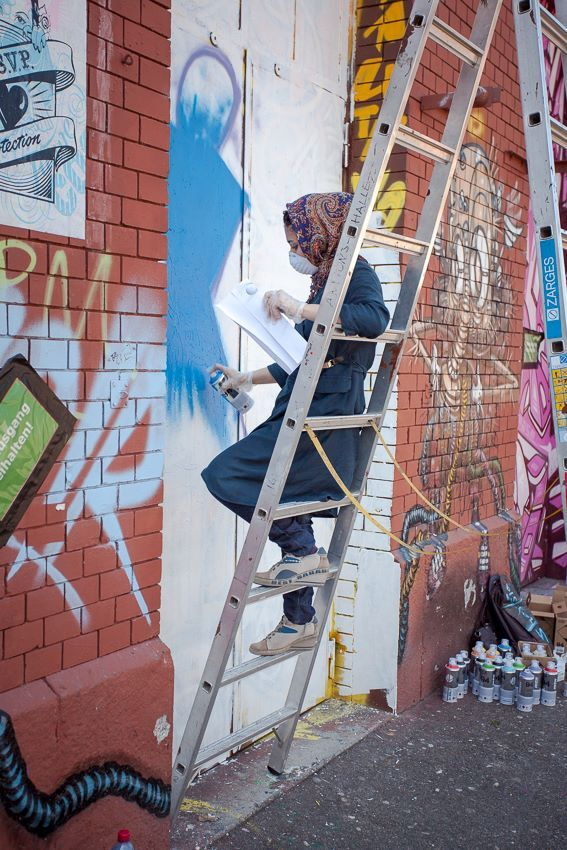
Граффити Шамсии Хассани в Швейцарии

Хассани родилась в 1988 году и провела своё детство в Иране, куда её родители временно эмигрировали из Кандагара (Афганистан) во время войны. Она проявляла интерес к живописи с самого раннего детства. Учась в девятом классе Хассани не имела возможности заниматься в художественных классах, поскольку это не разрешалось афганцам в Иране. По возвращении в Кабул в 2005 году она получила степень по искусствам в Кабульском университете. Хассани имеет степень бакалавра живописи и степень магистра изобразительного искусства в Кабульском университете Афганистана.
Позднее она начала читать лекции и в конечном счёте стала ассоциированным профессором рисования и анатомического рисования в Кабульском университете, а также создала группу современного искусства «Berang Arts». Создавая красочные граффити Хассани стремится замаскировать негативные последствия войны. Она утверждает, что "образ имеет больший эффект, нежели слова, и является доброжелательным способом борьбы. С помощью своего искусства Хассани также борется за права женщин, напоминая людям о трагедиях, с которыми женщины сталкивались и продолжают сталкиваться в Афганистане.
Хассани изучала искусство граффити в Кабуле в декабре 2010 года во время семинаров, организованных Чу, художником-граффитистом из Великобритании. После этих занятий Хассани начала практиковать граффити на стенах и улицах Кабула. Поскольку создание граффити обходится дешевле, нежели традиционных форм искусства, Хассани решила продолжить работать с этой формой уличного искусства. Одна из её работ расположена на стенах Культурного центра Кабула и показывает одетую в бурку женщину, сидящую под лестницей. Надпись под ней гласит (на английском языке): «Вода может вернуться в высохшую реку, но как насчёт рыбы, которая умерла?» (англ. The water can come back to a dried-up river, but what about the fish that died?). Чтобы избежать публичных преследований и заявлений о том, что её произведение является «неисламским», Шамсия Хассани старается быстро завершить свою работу (в течение 15 минут).

## Война и бурки
В 2013 году она заявила: «Я хочу закрасить плохие воспоминания о войне на стенах, и если я закрашиваю эти плохие воспоминания, то я стираю [войну] из умов людей. Я хочу, чтобы Афганистан прославился своим искусством, а не своей войной.»
Хассани преимущественно изображает стилизованные, монументальные изображения женщин в бурках. По её словам она хочет показать, что женщины вернулись в афганское общество новыми, более сильными: полными энергии, которые хотят начать всё сначала. В своём интервью Хассани объясняла: «Я считаю, что есть множество людей, которые забывают все те беды, с которыми сталкиваются женщины в Афганистане, поэтому я использую свои картины как средство напомнить это людям. Я хочу освещать этот вопрос в обществе с помощью повсеместных изображений женщин в бурках… Я стараюсь, чтобы люди смотрели на них по-другому.»
Будучи женщиной-граффитисткой Хассани часто подвергается давлению из-за того, что многие жители Кабула считают недопустимым с позиций ислама, что женщина на улице рисует граффити.